# 系带普迪蛛
系带普迪蛛（学名：Pseudicius cinctus）为跳蛛科拟伊蛛属的动物。分布于俄罗斯、阿富汗以及中国大陆的新疆等地，多见于树林、果园、农田。